# Grapefruit

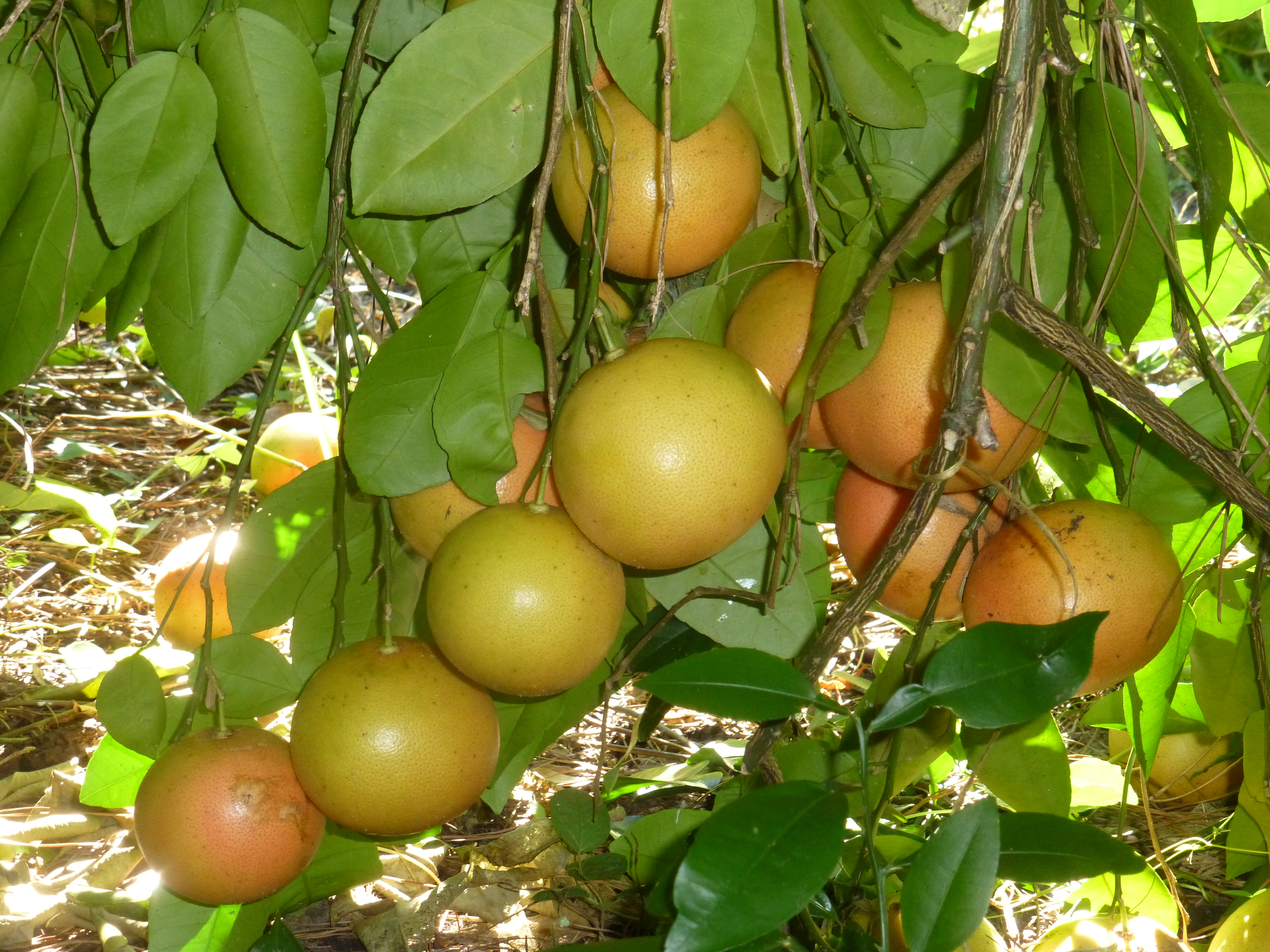
Früchte am Baum

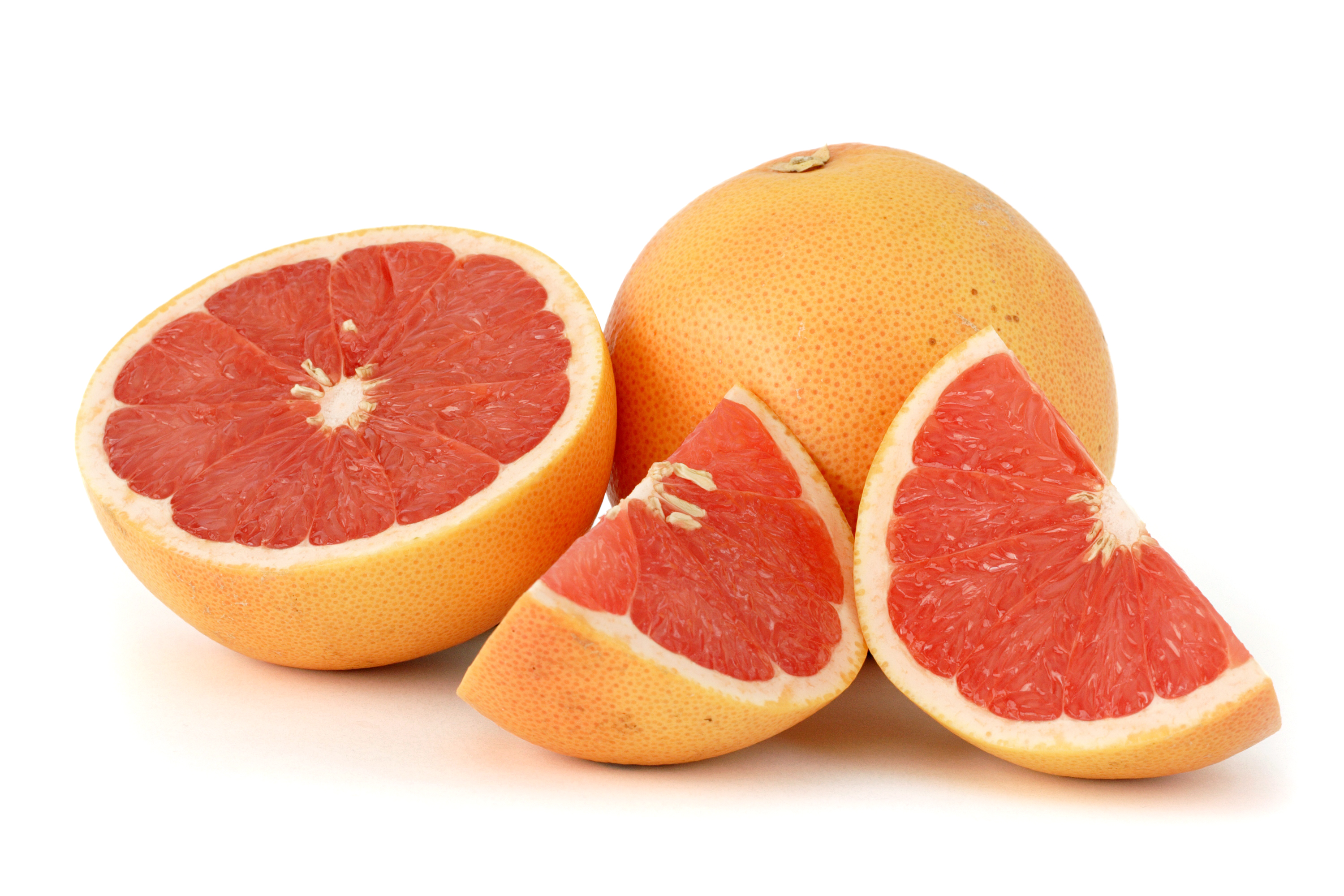
Grapefruit, hier mit rotem Fruchtfleisch (Citrus × paradisi)

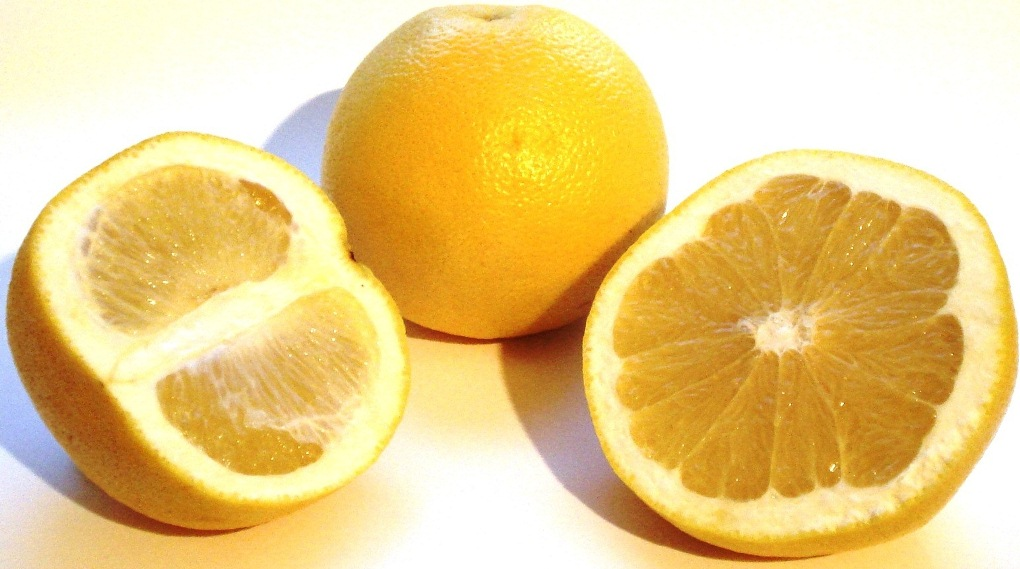
Grapefruit mit gelbem Fruchtfleisch (Citrus × paradisi)

Die Grapefruit (Citrus × paradisi), selten auch Adamsapfel oder Paradiesapfel genannt, ist die Frucht des Grapefruitbaumes, einer Zitruspflanze, die ein subtropischer Baum aus der Familie der Rautengewächse (Rutaceae) ist. Sie ist eine Kreuzung, die aus der Orange (Citrus × sinensis) und Pampelmuse (Citrus maxima) entstanden ist. In der Umgangssprache (besonders in Norddeutschland) wird sie deswegen auch häufig als Pampelmuse bezeichnet. Der Name Grapefruit ist eine Zusammensetzung der englischen Wörter grape für Traube und fruit für Frucht. Er bezieht sich auf die weinrebenartige Form, in der die Früchte am Baum wachsen. Weitere Bezeichnungen sind Kürbisorange und Melonenorange.

## Beschreibung
Der immergrüne Baum ist normalerweise etwa fünf bis sechs Meter hoch, kann jedoch bis zu 15 Meter hoch werden. Die jungen Triebe sind kantig und selten leicht behaart.
Die Blätter sind dunkelgrün, lang (bis zu 15 cm) und dünn. Die Form ist oval, die Spitze ist stumpf, die Blattbasis abgerundet. Der Blattstiel ist stark verbreitert, die Blattspreite ist deutlich vom Blattstiel abgesetzt (unifoliates Blatt).
Die duftenden Blüten stehen einzeln in den Blattachseln oder in wenigblütigen Blütenständen zusammen. Sie bestehen aus fünf verwachsenen Kelchblättern sowie fünf freien, weiß gefärbten Blütenblättern. Der Fruchtknoten ist oval und deutlich vom Griffel abgesetzt. Die 20 bis 25 Staubblätter sind mit den Staubfäden zu mehreren Gruppen verwachsen.
Die runde Frucht, eine Beere, hat eine gelbe Schale, rotfleischige Arten können einen rötlichen Anflug auf der Schale aufweisen. Die Frucht ist etwa 10–15 cm im Durchmesser groß und hat bitteres Fruchtfleisch, das in Segmente unterteilt ist. Die einzelnen Segmente sind miteinander verwachsen und lassen sich nicht leicht teilen. Die Farbe des Fruchtfleisches variiert je nach Sorte von einem hellen Gelb bis hin zu einem tiefen Rubinrot. Die zentrale Achse ist meist vollständig mit Gewebe ausgefüllt. Die Samen sind glatt, im Innern weiß, sie enthalten mehrere Embryonen. Kommerzielle Sorten sind meist kernlos.
Die Chromosomenzahl beträgt 2n = 18.
Der bittere Geschmack der Grapefruit entsteht durch das Glycosid Naringin, das ebenfalls in Pampelmusen und Pomelos enthalten ist.

## Wirtschaftliche Bedeutung
Im Jahr 2023 wurden weltweit 9.934.627 Tonnen Grapefruit (inklusive Pomelos) erzeugt. Europa produzierte im gleichen Zeitraum 102.510 t, die größten Produzenten waren Spanien, Frankreich und Italien.
Die zehn größten Produzenten der Welt erzeugten 2023 zusammen 88,7 % der Gesamternte.
| Rang | Land                | Menge (in t) |
| ---- | ------------------- | ------------ |
| 1    | Volksrepublik China | 5.200.000*   |
| 2    | Vietnam             | 1.202.170    |
| 3    | Mexiko              | 488.141      |
| 4    | Südafrika           | 386.460      |
| 5    | Sudan               | 410.794      |
| 6    | Vereinigte Staaten  | 296.650      |
| 7    | Türkei              | 284.565      |
| 8    | Thailand            | 268.324      |
| 9    | Syrien              | 205.996      |
| 10   | Israel              | 156.573      |
|      |                     | 8.812.281    |
|      | restliche Länder    | 1.122.346    |

- ) Die Zahl ist fraglich, da es die gleiche Zahl ist, die China auch 2021 geliefert hat.

## Sorten
Die verschiedenen Sorten der Grapefruit unterteilen sich in zwei Hauptgruppen:
Die weißen Grapefruits, welche gelbes Fruchtfleisch haben, und die roten, deren Sorte amerikanische Ruby 1929 mit roséfarbenem Fruchtfleisch patentiert wurde. Ausgehend davon wurden weitere rotfleischige Selektionen, zumeist in Texas, ausgewählt. Dabei haben die Selektionen Rio Red, Star Ruby und Flame die höchsten Marktanteile und die am tiefsten rote Fruchtfleischfärbung. Es gibt Sorten mit zahlreichen Samen, aber auch Selektionen fast völlig ohne Samen.

## Kreuzungen

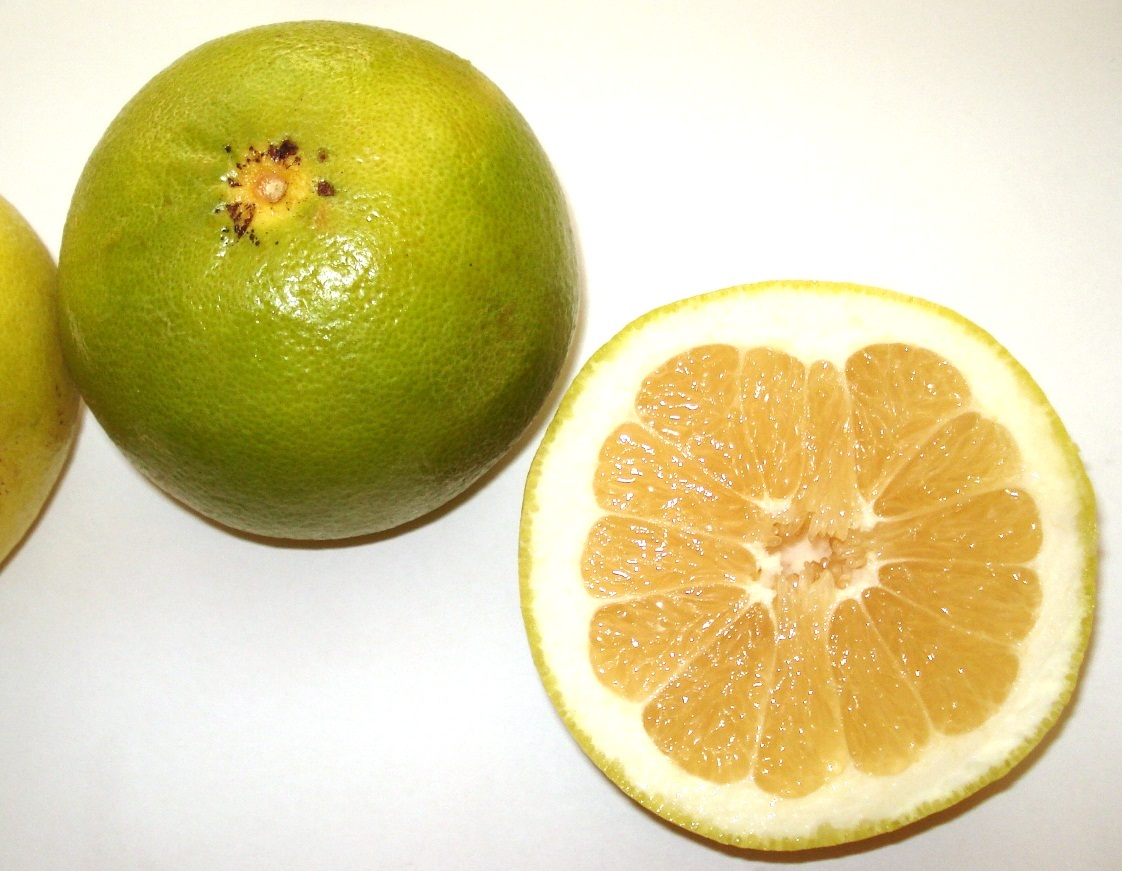
Die Sorte Oroblanco, eine Kreuzung zwischen Citrus maxima ‘Siamese Sweet’ und Citrus paradisi ‘Marsh’, wird im Handel als Sweetie angeboten

Die unter dem Handelsnamen Sweetie angebotene Frucht mit dem korrekten Sortenname Oroblanco (es für: Weißgold) ist eine Kreuzung zwischen Citrus maxima ‘Siamese Sweet’ und Citrus × paradisi Marsh H4 und entstand 1958 in Kalifornien.
Außerdem gibt es Minneola, eine Kreuzung aus Mandarine und Grapefruit.

## Herkunft und Verbreitung
Man nimmt an, dass die Grapefruit um 1750 aus einer spontanen Kreuzung zwischen der Pampelmuse und der Orange auf Barbados entstanden ist. 1823 gelangte sie nach Florida, wo sie seit 1875 kommerziell angebaut wird. Sie wird heute in fast allen subtropischen Ländern der Welt angebaut. Hauptproduzenten sind China, Vietnam und die USA (mit Plantagen in Florida und Texas). Die wichtigsten Lieferanten für Europa sind Israel, Zypern und Spanien.

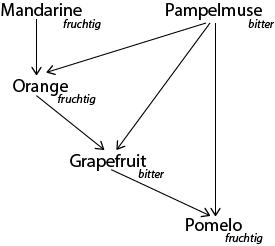
Verwandtschaftsverhältnisse der Grapefruit

## Inhaltsstoffe
| Brennwert               | Wasser  | Zucker  | Fett  | Kalium | Calcium | Magnesium | Vitamin C |
| 161–209 kJ (38–50 kcal) | 86–89 g | ca. 8 g | 0,2 g | 180 mg | 18 mg   | 10 mg     | 44 mg     |

| Kalium | Calcium | Magnesium | Vitamin C |
| 9 %    | 2 %     | 3 %       | 59 %      |

## Gesundheitliche Wirkung auf den Stoffwechsel
Weiterhin enthalten Grapefruits wie auch andere Zitrusfrüchte antioxidative Substanzen, sogenannte Radikalfänger und den Ballaststoff Pektin. 2006 wurde in einer kleinen klinischen Studie mit 91 Probanden gezeigt, dass die Grapefruit – ebenso wie anderes Obst – beim Abnehmen helfen kann, wenn sie vor jeder Hauptmahlzeit verzehrt wird. Auch der Blutzuckeranstieg nach der Mahlzeit fällt etwas geringer als in der Placebogruppe aus. Diese Wirkung beruhe nach Ansicht der Autoren darauf, dass der Zuckerstoffwechsel nach dem Verzehr von Grapefruit besser funktioniere und sogar weniger Insulin produziert werden müsse. Ob der regelmäßige Verzehr von Grapefruits Übergewicht oder Diabetes gänzlich verhindern oder heilen kann, ist bislang nicht erwiesen.

## Wechselwirkung mit Arzneimitteln
1989 wurde während Untersuchungen an einem Blutdruckmedikament zufällig eine signifikante Wirkungsschwächung durch Grapefruitkonsum festgestellt und Anfang 1991 in The Lancet veröffentlicht. Inzwischen ist bekannt, dass einige Inhaltsstoffe der Grapefruit Wechselwirkungen mit bestimmten Arzneimitteln eingehen. Diese Wechselwirkungen können schwerwiegend sein.
Besonders die in der Grapefruit enthaltenen Stoffe Naringenin, die das Cytochrom P450 1A2 in der Leber hemmen, bzw. Naringin, 6',7'-Dihydroxybergamottin und Bergamottin, welche das CYP3A4 hemmt, verzögern durch diese Hemmung die Metabolisierung und damit den (hepatischen) Abbau verschiedener Stoffe (womit deren Bioverfügbarkeit um ein Mehrfaches gesteigert wird). Dadurch wird auch die Wirkung und Wirkdauer verschiedener Drogen und Arzneien deutlich beeinflusst, so zum Beispiel die von Cyclosporin A, Dextromethorphan, Estradiol, Felodipin, Ivabradin, Koffein, Midazolam, Nifedipin, Simvastatin, Tacrolimus, Terfenadin, Verapamil, Citalopram, und Sertralin.
Naringin, das Glykosid des Naringenins, ist für eine weitere wichtige Wechselwirkung der Grapefruit verantwortlich. Naringin hemmt die Funktion des Anion-Transportpeptids OATP1A2 im Darm. Arzneistoffe, die hauptsächlich über diesen Transporter vom Darm in den Körper aufgenommen werden, gelangen nur noch in stark verminderter Menge zu etwa 50 % ins Blut, wodurch die gewünschte Konzentration nicht erreicht wird. Bislang konnte eine reduzierte Bioverfügbarkeit für verschiedene Stoffe nachgewiesen werden, darunter Atenolol, Celiprolol, Ciclosporin, Ciprofloxacin, Etoposid, Fexofenadin, Itraconazol, Levofloxacin, Quetiapin, Talinolol.
Auch bei folgenden Arzneistoffen können Wechselwirkungen mit Grapefruitsaft auftreten: Atorvastatin, Bexaroten, Budesonid, Buspiron, Cisaprid, Cyclophosphamid, Darifenacin, Dasatinib, Felodipin, Fentanyl, Gallopamil, Ifosfamid, Lovastatin, Nifedipin, Nisoldipin, Pimozid, Sildenafil, Simvastatin, Sirolimus, Tacrolimus, Tadalafil, Terfenadin, Vardenafil, Verapamil und Zolpidem.
Es ist daher sinnvoll, sich während der Einnahme von Medikamenten über mögliche Interaktionen mit Grapefruitprodukten zu informieren.